# Inconfidentes Rugby
O Inconfidentes Rugby é um clube de rugby da cidade de Ouro Preto, Minas Gerais, Brasil. Fundado no dia 02 de setembro de 2010.

## História
O  Inconfidentes Rugby foi fundado no dia 02 de setembro de 2010 por parte de um grupo de alunos reunidos por Thiago Donizetti dos Santos, um aluno de computação e ex-atleta do São José rugby, e Alfio Conti, um professor do curso de Arquitetura e Urbanismo da Universidade Federal de Ouro Preto UFOP. O grupo ia treinando desde o começo de 2010 no campo de futebol do CEDUFOP, mas a partir de agosto graças a uma parceria com a Associação Atlética Aluminas -AAA os treinos passaram a ser no centro esportivo da AAA. 
O time está filiado à CBRu e à FMR. 
No primeiro semestre de 2011 participou do Segundo Campeonato Mineiro de Rugby XV tornando-se o time revelação do torneiro. Disputou a decisão do sétimo lugar contra o Uberlândia Rugby.

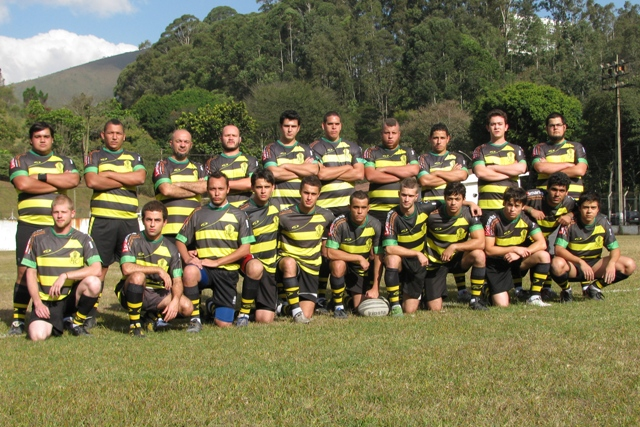
Formação para o Campeonato Mineiro de Rugby XV

## Participações
Categoria Masculino
2013
- Campeonato Mineiro de Rugby 7's (Etapa - Ouro Preto) - Quarto Lugar[carece de fontes?]
- Campeonato Mineiro de Rugby 7's (Etapa - Elói Mendes) - Quarto Lugar[carece de fontes?]
- I Torneio UFJF de Rugby Sevens - Campeão[carece de fontes?]
- Campeonato Mineiro de Rugby -  Quinto lugar[carece de fontes?]

2012
- Copa Cidades Históricas - CAMPEÃO[carece de fontes?]
- Torneio de Rugby 7's de Nova Lima - CAMPEÃO[carece de fontes?]
- Campeonato Mineiro de Rugby - Quarto lugar[carece de fontes?]

2011
- Campeonato Mineiro de Rugby - Oitavo[carece de fontes?]
- Campeonato Mineiro de Rugby Sevens - 1ª Etapa - Sétimo[carece de fontes?]
- Campeonato Mineiro de Rugby Sevens - 2ª Etapa - Quarto[carece de fontes?]
- Campeonato Mineiro de Rugby Sevens - Geral - Sexto[carece de fontes?]

Categoria Juvenil
2013
- Campeonato Mineiro de Rugby 7's Juvenil (Etapa - Ouro Preto) - Segundo Lugar[carece de fontes?]

Categoria Feminino
2013
- Campeonato Mineiro de Rugby 7's Feminino (Etapa - Elói Mendes) - 6º Lugar[carece de fontes?]
- 5ª Etapa do Circuito Brasileiro de Rugby Sevens Feminino - 12º lugar[carece de fontes?]

2012
- Copa Cidades Históricas Feminino - CAMPEÃO
- Campeonato Mineiro de Rugby 7's Feminino (Etapa - Nova Lima) - 3º Lugar[carece de fontes?]